# صوفي (ملكة هولندية)
صوفي من فورتمبيرغ (صوفي فريدريك ماتيلدا؛ 17 يونيو 1818 - 3 يونيو 1877)؛ كانت ملكة هولندا باعتبارها الزوجة الأولى للملك فيليم الثالث. انفصلت صوفي عن فيليم في عام 1855 ولكنها استمرت في أداء واجباتها كملكة في الأماكن العامة، كانت معروفة بآرائها التقدمية والليبرالية وكانت تتواصل مع العديد من المثقفين المشهورين.

## النشأة
وُلدت صوفي في مدينة شتوتغارت، وهي ابنة فيلهلم الأول ملك فورتمبيرغ والدوقة الكبرى كاثرين بافلوفنا الروسية الابنة الرابعة للقيصر بافل الأول، لم تمضِ فترة طويلة على ولادتها حتى تُوفيت والدتها، فتولت رعايتها عمتها كاثرينا من فورتمبيرغ. وبحكم نسب والدتها كانت صوفي ابنة شقيقة كل من القيصر ألكسندر الأول والقيصر نيقولا الأول.
كانت صوفي على علاقة وثيقة بوالدها وشقيقتها ماري، بينما لم تكن تربطها علاقة جيدة بزوجة أبيها. تلقّت تعليمًا واسعًا بإشراف والدها؛ ففي البداية درست المهارات الأساسية التي كانت تُعلّمها المربيات لجميع فتيات الطبقة العليا في زمنها، ثم تعلّمت على يد مدرسين ذكور متخصّصين في مجالات التاريخ والجغرافيا والأدب. اطلعت على أعمال كورنيل وراسين، بالإضافة إلى الفلاسفة كانط وهيجل. وعندما بلغت السادسة عشرة من عمرها، رافقها والدها وشقيقتها في رحلة تعليمية إلى إيطاليا، وهو تقليد شائع بين شباب الطبقة العليا آنذاك.
ارتبطت صوفي بعائلة بونابرت من خلال عمتها كاترينا المتزوجة من جيروم شقيق نابليون الأول، حيث تعرفت منذ طفولتها شخصيًا على كل من نابليون الثالث المستقبلي وماتيلد بونابرت، وحافظت على مراسلات مستمرة مع ماتيلد طوال حياتها. وبفضل والدها الذي كان يحمل توجهات تقدمية، اطلعت صوفي منذ شبابها على الأفكار الليبرالية، فأيدت مبادئ الديمقراطية بدلاً من الحكم الملكي المطلق.